# Delfin (plavanje)
Delfin (tudi metuljček, angleško butterfly) je najmlajši in po mnenju večine plavalcev najtežji plavalni slog.

## Tehnika
Pri delfinu se plavalec valovito giblje po gladini, gibanje se začne z glavo in konča z bičastim udarcem nog. Ramena in boki se potapljajo in dvigujejo iz vode. Celotno gibanje spominja na plavanje delfina (in ostalih morskih sesalcev), po čemer je slog tudi dobil ime. Za ta slog potrebuje plavalec še posebej dobro razvite trebušne mišice,saj končni zaveslaj nog temeli skoraj samo njih. Med plavanjem plavalec prenaša hkrati obe roki čez glavo. Diha se praviloma na vsak drug ali tretji zaveslaj rok in sicer naprej.